# Chōdenshi Bioman
Chōdenshi Bioman (jap. 超電子バイオマン Chōdenshi Baioman; Superelektron Bioman) – japoński serial z gatunku tokusatsu i zarazem ósmy serial z sagi Super Sentai stworzonym przez Toei Company, emitowany na antenie TV Asahi od 4 lutego 1984 do 26 stycznia 1985.

## Fabuła
W XVI wieku do Japonii z odległej galaktyki na Ziemię przybywa android Peebo wraz z olbrzymim robotem o nazwie Bio Robot. Oboje uciekają z ich zniszczonej Planety Bio, oraz na Ziemi napotykają się na piątkę ludzi. Bio Robot "wszczepia" im Bio Cząsteczki, które w przyszłości umożliwią ich potomkom na zmianę w potężnych Biomanów. Mija wiele wieków, aż nastaje dzień, w którym potężny i zarazem szalony człowiek Dr. Man, wraz ze swoim Nowym Królestwem maszyn o nazwie Gear, atakuje Japonię. Ginie wielu ludzi jednak w tej samej chwili pojawia się również Peebo i Bio Robot, którzy odnajdują potomków ludzi, którzy przed wiekami zostali obmyci w Bio Cząsteczkach. Piątka wybrańców staje do wali z potężnymi maszynami Dr. Mana, oraz stają naprzeciw wielkiemu wyzwaniu obrony planety przed jego szatańskimi planami.

## Biomani
Bioman to ostatnia seria, w której ginie żółty wojownik, oraz ostatnia, w której jest zmiana wojownika. Jest poza tym pierwszą serią, w której żółty to kobieta. Wszyscy Biomani walczą w Wojnie Legend w Kaizoku Sentai Gokaiger, gdzie powstrzymują pierwszy najazd Imperium Zangyack na Ziemię.
- Shirō Gō (jap. 郷 史朗 Gō Shirō) / Czerwona Jedynka (jap. レッドワン Reddo Wan; Red One) – 24-letni lider zespołu. Były pilot, obdarzony niezwykłą zdolnością rozumienia mowy zwierząt. Wychowywał się sądząc że jego ojciec nie żyje, ale jednak w pod koniec serii dowiaduje się, że jego ojcem jest Profesor Shibata, który był rywalem Dr Mana. Jego ojciec poświęca swoje życie żeby uwolnić Biomanów z rąk Dr Mana. Pojawia się w filmie Gokaiger vs. Goseiger, gdzie przekazuje Gokaigersom sekretną moc Biomanów.

- Shingo Takasugi (jap. 高杉 真吾 Takasugi Shingo) / Zielona Dwójka (jap. グリーンツー Gurīn Tsū; Green Two) – zastępca dowódcy, ma 23 lata i jest kierowcą wyścigowym. Jest bardzo miły dla dzieci, do których zresztą ma wielką słabość. Często wątpi w swoje możliwości jednak, tak naprawdę jest bardzo silnym wojownikiem.

- Ryūta Nanbara (jap. 南原 竜太 Nanbara Ryūta) / Niebieska Trójka (jap. ブルースリー Burū Surī; Blue Three) – dziecinny, ale bardzo inteligentny i sprytny 19-letni pasjonat sportów wodnych. Uwielbia przygody i dzięki jego umiejętnościom nurkowania jest bardzo szybki.

- Mika Koizumi (jap. 小泉 ミカ Koizumi Mika) / Żółta Czwórka (jap. イエローフォー Ierō Fō; Yellow Four) – pierwsza Żółta Czwórka i pierwsza żółta wojowniczka w Sentai. Była fotografką z ostrym temperamentem. Początkowo nie chciała być Biomanem ale jednak wkrótce się przekonała, że to jej obowiązek. Marzyła by móc fotografować jej ukochane, afrykańskie zwierzęta. Ginie w 10 epizodzie zabita przez działo, które niszczy w ciele Bio Cząsteczki.

- Jun Yabuki (jap. 矢吹 ジュン Yabuki Jun) / Żółta Czwórka (jap. イエローフォー Ierō Fō; Yellow Four) – następczyni Miki, dołączyła do grupy w 11 odcinku. 19-letnia łuczniczka olimpijska. Początkowo jest zafascynowana Biomanami i bardzo stara się do nich dołączyć lecz ci odmawiają jej ze względu na to że nie posiada Bio Cząsteczek. Kiedy udowadnia wszystkim że posiada bardzo wysokie możliwości bojowe, Bio Robot skanuje ją i okazuje się, że Jun ma w sobie Bio Cząsteczki.

- Hikaru Katsuragi (jap. 桂木 ひかる Katsuragi Hikaru) / Różowa Piątka (jap. ピンクファイブ Pinku Faibu; Pink Five) – ma 19 lat. Zawodowo zajmuje się grą na flecie, ale daje to także jej korzyści ponieważ przez to może uspokoić swojego ducha. Mimo iż jest piękna i delikatna, posiada niesamowitą siłę i jest najbardziej emocjonalnym członkiem zespołu.

### Pomocnicy
- Peebo (jap. ピーボ Pībo) – android, strażnik Bio Robota, Bio Smoka i Bio Cząsteczek, zbudowany kiedy Bio Cząsteczki były w fazie tworzenia. Przybył 500 lat temu z Bio Robotem i obmył 5 śmiałków w Bio Cząsteczkach, dzięki czemu ich potomkowie stali się Biomanami. Boi się Silvy. W ostatnim odcinku odlatuje w kosmos.

### Broń
- Technobransoletka (jap. テクノブレス Tekuno Buresu) – bransoletka noszona na prawej ręce, urządzenie służące Biomanom do przemiany i komunikacji.
- Bio Miecz (jap. バイオソード Baio Sōdo) – podstawowe oręże Biomanów, każdy z nich posiada jednego. Jest to właściwie pistolet z możliwością przekształcenia w miecz lub krótki sztylet. Każdy z Biomanów posiada własne ulepszenie Bio Miecza.

### Mecha
- Bio Robot (jap. バイオロボ Baio Robo; Bio Robo) – robot ze sztuczną inteligencją, który przybył wraz z Peebo w XVI wieku. Obmył wtedy piątkę ludzi w Bio Cząsteczkach po to, by ich potomkowie stali się Biomanami. Włącza się w 1984 roku, kiedy Gear atakuje Japonię. Odnajduje wtedy piątkę ludzi z Bio Cząsteczkami i wraz z Peebo daje im moce Biomanów. Uzbrojony jest w miecz zwany Super Maserem (スーパーメーザー Sūpā Mēzā) i posiada gamę ostatecznych ataków. Posiada także Bio Tarczę i rakiety.
  - Bio Jet 1 (jap. バイオジェット1号 Baio Jetto Ichigō) – samolot Czerwonej Jedynki i Różowej Piątki. Formuje tors, głowę i ręce Bio Robota.
  - Bio Jet 2 (jap. バイオジェット2号 Baio Jetto Nigō) – samolot Zielonej Dwójki, Niebieskiej Trójki i Żółtej Czwórki. Formuje nogi Bio Robota.
- Bio Smok (jap. バイオドラゴン Baio Doragon) – statek powietrzny, który transportuje Bio Jety. Uzbrojony jest w karabiny maszynowe oraz dźwig magnetyczny, którym podnosi powalonego Bio Robota.

## Gear
Nowe Cesarstwo Gear (jap. 新帝国ギア Shin Teikoku Gia) to imperium robotów, stworzone i rządzone przez szalonego Dr Mana. Ich główna baza zwana Neogradem mieści się na Antarktydzie. Głównym orężem Gear jest piątka cyborgów ludzkich rozmiarów zwanych Zwierzonoidami, a także armia gigantycznych robotów zwanych Mechagigantami.
- Hideo Kageyama (jap. 蔭山 秀夫 Kageyama Hideo) / Dr Man (jap. ドクターマン Dokutā Man) – przywódca Gear, szalony naukowiec, który po rzekomej śmierci swego syna – Shūichiego dokonał na sobie cyborgizacji by zwiększyć swą inteligencję i zyskać nieśmiertelność, jednak przez to postarzał się. Stał się socjopatycznym cyborgiem, gardzącym ludźmi i chcącym ich upadku oraz podbicia Ziemi przez Mechaklony. Kiedy Wielka Trójka odkryła jego zamiary i chciała pozbawić go władzy, powstrzymał on zamach i przeprogramował ich. Gdy Biomani pokonali Imperium, Dr Man zobaczył swojego syna, a następnie konając na oczach Biomanów wysadził się w powietrze.
- Mason (jap. メイスン Meisun) – lider Wielkiej Trójki, cyborg w niebieskim stroju uzbrojony w laserowy kij. Rywal Shirō, w 10 odcinku uzbroił się w działo niszczące Bio Cząsteczki i postanowił użyć go przeciwko niemu, jednak zabił Mikę Koizumi, która osłoniła Shirō od zabójczego promienia. Mimo że Dr Man poświęca mu więcej uwagi niż Monsterowi i Farze, Mason postanowił obalić swego pana gdy odkrył, że był on człowiekiem. Uległ zniszczeniu przez Czerwoną Jedynkę, lecz został następnie odbudowany i uzbrojony w rakiety i karabin maszynowy. Pomimo bycia robotem wdał się w związek uczuciowy z Farą. Mason został zabity w 50 odcinku przez Silvę.
- Monster (jap. モンスター Monsutā) – cyborg w srebrnej zbroi, jeden z członków Wielkiej Trójki. Łysy, potężny, lecz niezbyt inteligentny osiłek. Rywal Zielonej Dwójki i Niebieskiej Trójki. Lubi współpracować z Królem Bestii. Był początkowo uzbrojony w topór bojowy, a po przeprogramowaniu dodatkowo w szpony i młot na łańcuchu. Podobnie jak Mason był zakochany w Farze, mimo tego, że jest robotem podobnie jak pozostała dwójka. Został zabity w 48 odcinku przez Silvę gdy próbował włamać się do Balziona.
- Fara (jap. ファラ) – jedyna kobieta w Wielkiej Trójce, cyborg w czerwonym stroju, rywalka Żółtej Czwórki i Różowej Piątki. Zwykle stroni się od walki, zastępuje ją w niej jej asystentka zwana Farakotem. Fara jest uzbrojona w promienie laserowe, ma też zdolność przebrania się za człowieka. W przeciwieństwie do brutalnego sposobu walki Masona i Monstera, Fara preferuje przebiegłe i oszukańcze zagrywki, zarówno w stosunku do ludzi jak i owej dwójki, która jest w niej dziwnym sposobem zakochana. Wdała się w pseudo-związek z Masonem, ale tylko po to by ukraść stworzone przez niego sztabki złota. Została przebudowana i otrzymała nowe bronie. Została zniszczona pilotując Balziona.
- Farakot (jap. ファラキャット Farakyatto) – kobieta-cyborg w czarno-fioletowym stroju, wspólniczka Fary, pełni funkcje jej asystentki i ochroniarza. Zajmuje się wykonywaniem brudnej roboty w zastępstwie jej pani. Jest szybka, zwinna i wygimnastykowana. Rywalizuje z Żółtą Czwórką. Jedynie ona spośród czterech prominentnych członków Gear (prócz Wielkiej Trójki) nie została przebudowana. Została zniszczona zaraz przed Dr Manem w ostatnim odcinku, kiedy Jun i Hikaru spaliły jej obwody.
- Zwierzonoidy (jap. ジュウノイド Jūnoido) – piątka cyborgów ludzkich rozmiarów, które walczą z Biomanami zwykle przed pojawieniem się Mechagiganta. Zwykle są podwładnymi każdego z Wielkiej Trójki, jednak Król Bestii najczęściej współpracuje z Monsterem i rzekomo jest on liderem piątki.
  - Król Bestii (jap. ジュウオウ Jūō) – robot podobny do goryla, najczęściej współdziała z Monsterem, któremu jest bardzo wierny. Podobnie jak on, Król Bestii jest brutalnym osiłkiem, ale jest o wiele bardziej głupi niż jego mistrz. W filmie i w odcinku 31 działa jako przywódca Zwierzonoidów. Został w połowie serii pokonany przez Biomanów w obronie Monstera, jednak następnie został odbudowany i wzrósł w siłę, jednak pod koniec serii zostaje zniszczony w walce z Silvą i Biomanami.
  - Messerbestia (jap. メッサージュウ Messājū) – potwór przypominający gargulca, zdolny do latania, uzbrojony w fale dźwiękowe i promienie laserowe. Najczęściej współpracuje z Masonem i Farą, lecz w jednym odcinku działał także z Monsterem. Zostaje ostatecznie zniszczony w 31 odcinku i nie ulega odbudowie, prawdopodobnie z powodu braku części zamiennych.
  - Psygorn (jap. サイゴーン Saigōn) – potwór o trzech twarzach, do walki stosuje moce psychiczne w tym telekinezę, teleportację, a także ogniste plujki. Z tego powodu jest najgroźniejszym z piątki. Początkowo współpracował z Farą, a później także z Masonem, któremu pomógł zabić Mikę. W połowie serii został ulepszony. Został zniszczony przez Biomanów jako ostatni z piątki.
  - Mettzler (jap. メッツラー Mettsurā) – robot-cyklop, pełniący funkcję szpiega. Może miotać plazmą, zamieniać się w plazmę i tworzyć hologramy. Posiada również szczypce zamiast lewej dłoni. Najczęściej używany jest przez Farę, jest obok Psygorna najniebezpieczniejszym Zwierzonoidem, głównie z powodu jego inteligencji i sprytu. Po przebudowie potrafi wydłużać swe kończyny. Zostaje zniszczony w obronie Fary przez Silvę.
  - Aquaiger (jap. アクアイガー Akuaigā) – wodny potwór podobny do piranii, uzbrojony we włócznię z karabinem a także kwas i eksplodujące bąbelki. Najsłabszy i najbardziej niekompetentny z piątki, zostało to ukazane w 14 odcinku, gdy zostaje on pobity przez Monstera i pozostałe Zwierzonoidy. Najczęściej współpracuje z Masonem i Farą, lecz w jednym odcinku działał także z Monsterem. Zostaje ostatecznie zniszczony w 31 odcinku i nie ulega odbudowie, prawdopodobnie z powodu braku części zamiennych.
- Mechaklony (jap. メカクローン Mekakurōn) – piechota robotów-klonów, nie stanowi dużego wyzwania dla Biomanów.
- Książę (jap. プリンス Purinsu) – syn Dr Mana, a właściwie Mechaklon będący imitacją jego prawdziwego syna – Shūichiego Kageyamy, z którego rzekomą śmiercią nie mógł się on pogodzić. Został zniszczony przez Biorobota pilotując jednego z Mechagigantów.
- Silva (jap. シルバ Shiruba) – maniakalny robot-zabójca koloru srebrnego pochodzący z Bio Planety. Jest wrogiem zarówno Biomanów jak i Gear, która chce ukraść jego gigantycznego robota – Balziona. Posiada w sobie niewielką ilość Bio Cząsteczek, a także działo niszczące Bio Cząsteczki, jednak jest ono za słabe na zabicie Biomana. Został zniszczony wraz z Balzionem przez Biorobota w 50 odcinku.

## Obsada
- Ryōsuke Sakamoto – Shirō Gō / Czerwona Jedynka
- Naoto Ōta – Shingo Takasugi / Zielona Dwójka
- Akito Ōsuga – Ryūta Nanbara / Niebieska Trójka
- Yuki Yajima – Mika Koizumi / Żółta Czwórka #1
- Sumiko Tanaka – Jun Yabuki / Żółta Czwórka #2
- Michiko Makino –Hikaru Katsuragi / Różowa Piątka
- Yoshiko Ōta – Peebo (głos)
- Munemaru Kōda – Dr. Man / Hideo Kageyama
- Hirohisa Nakata – Mason
- Shōzō Kobayashi – Monster
- Yōko Asuka – Fara
- Yukari Ōshima – Farakot

### Aktorzy kostiumowi
- Kazuo Niibori – Czerwona Jedynka
- Makoto Kenmochi – Zielona Dwójka
- Tsutomu Kitagawa – Niebieska Trójka
- Akihiro Tsuji – Żółta Czwórka
- Michihiro Takeda – Różowa Piątka
- Hideaki Kusaka:
- *Bio Robot,
- *Psygorn
- Yoshinori Okamoto – Silva

Źródło: 

## Muzyka
Opening
- "Chōdenshi Bioman" (jap. 超電子バイオマン Chōdenshi Baioman)

Słowa: Chinfa Kan
Kompozycja: Kunihiko Kase
Aranżacja: Tatsumi Yano
Wykonanie: Takayuki Miyauchi
Ending
- "Biomic Soldier" (jap. バイオミック・ソルジャー Baiomikku Sorujā)

Słowa: Chinfa Kan
Kompozycja: Kunihiko Kase
Aranżacja: Tatsumi Yano
Wykonanie: Takayuki Miyauchi